# Union valencienne
Union valencienne (Unio Valenciana en valencien non normatif, utilisé par le groupe, Unió Valenciana en valencien standard, Unión Valenciana en espagnol) est un parti politique conservateur espagnol de la Communauté valencienne. 

## Idéologie
Traditionnellement considéré comme régionaliste, UV se qualifie cependant de « nationaliste » à partir de 2008, terme qu'elle avait jusqu'alors rejeté pour éviter la confusion avec les secteurs indépendantistes,. Elle se caractérise par son anticatalanisme et son rejet de l'unité du catalan et du valencien (blavérisme).

## Histoire

### Origines
En 1977, est créée Union régionale valencienne qui deux ans plus tard se transforme en Esquerra Nacionalista Valencianista. Certains membres conservateurs, tels Miguel Ramón Izquierdo, Vicent González Lizondo ou Vicente Ramos Pérez créent l'Union valencienne le 30 août 1982. Elle apparaît comme l'héritière du blavérisme de la Transition démocratique, au sein du Grup d'Accio Valencianista et du milieu des fallas.

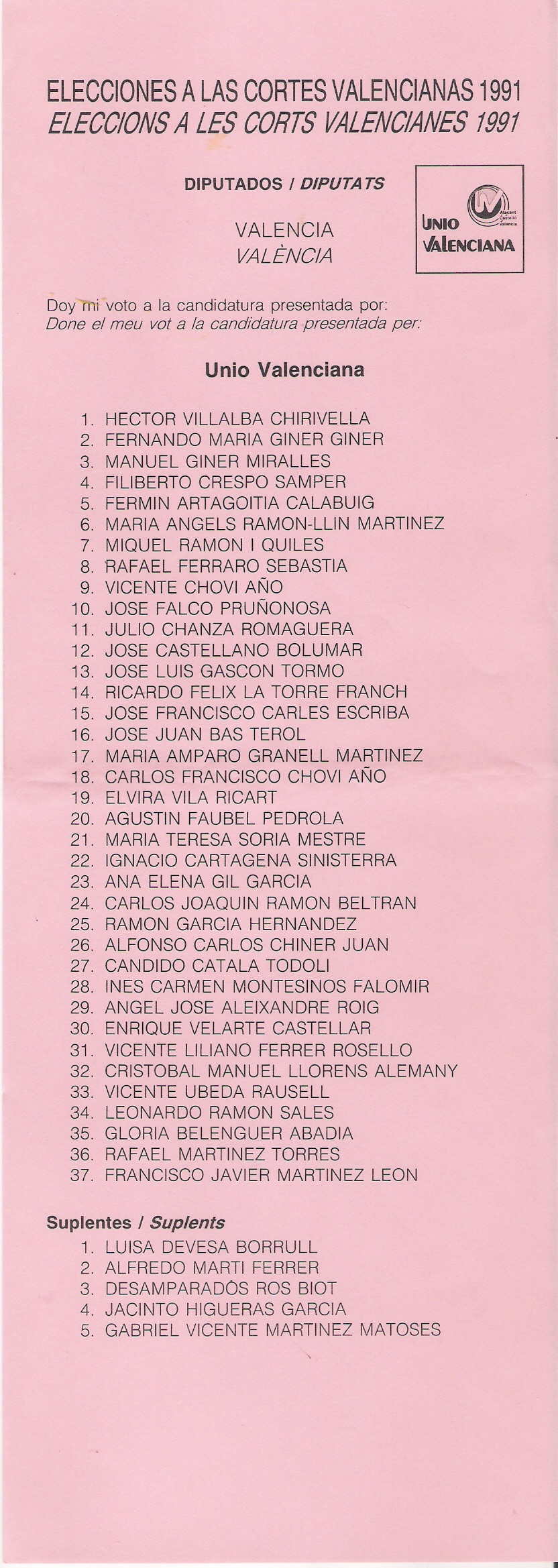
Liste d'Unio Valenciana aux élections régionales de 1991.

### Scissions et crises internes
Depuis 1994, le parti a souffert de nombreuses crises internes, qui ont en général débouché sur des expulsions ou la formation d'une multitude de groupes politiquement peu significatifs, comme Rénovation valencianiste et le Parti régional de la Communauté valencienne, intégrés à Coalició Valenciana, ou encore d'Initiative de progrès ou Union de progrès, intégré à la section régionale du Parti populaire.